# Лоллинг, Энно
Энно Лоллинг (нем. Enno Lolling; 19 июля 1888, Кёльн, Германская империя — 27 мая 1945, Фленсбург) — штандартенфюрер СС, врач концлагеря Дахау и главный врач концлагеря Заксенхаузен.

## Биография
Энно Лоллинг родился 19 июля 1888 года в семье директора машинно-строительной школы. В 1908 году окончил школу в Хагене, сдав экзамены на аттестат зрелости. С 1908 по 1914 год изучал медицину в академии военно-медицинского образования имени кайзера Вильгельма в Берлине. Сдал государственный экзамен и 3 августа 1914 года получил апробацию. 4 ноября 1914 года получил докторскую степень по медицине в университете Киля. Его диссертация называлась Об операции эмпиемы и ее достижениях.
В 1914 году был назначен ассистентом судового врача и в это время служил в Гросс-Флоттбеке. 24 мая 1916 года Лоллинг был повышен до старшего ассистента судового врача, а 18 августа 1918 года - до капитана медицинской службы. Во время Первой мировой войны был лейтенантом медицинской службы на борту корабля Wittelsbach до ноября 1915 года, корабельным врачом на SMS Pfeil до января 1917 года, ординатором на SMS Hannover до августа 1917 года, резервным врачом в военно-морском госпитале в Мюрвике до апреля 1918 года, ординатором в 1-м дивизионе морской авиации до июня 1918 года и ординатором во 2-м береговом батальоне во Фландрии до конца войны. В январе 1919 года был демобилизован и в дальнейшем работал сельским врачом в Нойштрелице.
В 1923 году вступил в Штурмовые отряды (СА). 28 августа 1933 года был зачислен в ряды СС (№ 179765). Со 2 мая по 29 мая 1936 года Лоллинг проходил подготовку в Рейхсмарине. 13 сентября 1936 года ему было присвоено звание гауптштурмфюрера СС. В сентябре 1936 года в качестве войскового врача в частях усиления СС находился в юнкерской школе СС в Бад-Тёльце. В начале ноября 1936 года служил врачом в лазарете СС в Дахау. Кроме того, с 1 ноября 1937 по 1 декабря 1939 года служил в эшелоне частей усиления СС в Мюнхене. 1 мая 1937 года вступил в НСДАП (билет № 4691483).
С декабря 1939 года служил в 3-й танковой дивизии СС «Мёртвая голова». С 1 апреля 1940 по 11 февраля 1941 года был главным врачом в концлагере Дахау. 12 февраля 1941 года Главное оперативное управление СС назначило Лоллинга главным врачом концлагеря Заксенхаузен. С июля 1941 года был руководящим врачом Инспекции концлагерей. 3 марта 1942 года стал руководителем управления D III (санитарное обслуживание и лагерная гигиена) Главного административно-хозяйственного управления СС, и, таким образом, он стал начальником всех врачей в концлагерях. С мая по июль 1942 года Лоллинг не находился на посту из-за тяжёлой болезни, и в это время его замещал Юлиус Мутиг. 9 ноября 1943 года дослужился до штандартенфюрера СС.
Лагерные врачи, за работу которых отвечал Лоллинг, должны были сопутствовать всем акциям уничтожения и регулярно присутствовать при уничтожении узников в газовой камере. Дезинфекторы всех концлагерей, которых централизованно обучали в Ораниенбурге использованию циклона Б для дезинсекции, были проинформированы о том, что он также используется для убийства людей в лагерях в Восточной Европе. Лоллинг сообщил участникам курса то, что если поступит приказ, то они должны быть готовы его выполнить.
Осенью 1941 года Лоллинг сообщил главному врачу концлагеря Дахау, что комиссия под руководством Вернера Хайде отберет негодных к работе заключенных и отправит их в концлагерь Маутхаузен для уничтожения в газовой камере. В мае 1942 года Лоллинг приказал лагерному врачу Фридриху Энтрессу уничтожить психически больных, заключенных, заболевших туберкулезом, и непригодных к работе людей с помощью инъекций фенола. Зимой 1942 года приказ распространился на больных заключённых, выздоровление которых заняло бы более четырех недель. В 1944 году Лоллинг санкционировал испытания вакцины от сыпного тифа на людях, а позже присутствовал при испытании смертельного действия капсулы с цианистым калием.
К окончанию войны Лоллинг бежал по так называемым Крысиным тропам в область Мюрвик. 27 мая 1945 года покончил жизнь самоубийством в военно-морском госпитале.